# Abramelin, o Mago
Abramélin, o Mago, é o nome ou pseudônimo de um taumaturgo egípcio (ou meramente um personagem fictício) que teria ensinado uma poderosa forma de magia cabalística a um místico chamado Abraão, o Judeu (provavelmente, outro personagem fictício ou pseudônimo), segundo o relato autobiográfico no famoso grimório O Livro da Magia Sacra de Abramélin, o Mago.

## OÓleoe oIncenso de Abramélin
A receita para os famosos Óleo de Abramélin e Incenso de Abramélin, segundo o próprio grimório, foram ensinadas a Moisés pelo próprio Deus, e podem ser facilmente encontradas no Livro do Êxodo.

### O Azeite de Abramélin
Para compor o Óleo ou, mais exatamente, Azeite de Abramélin, como o letra mosaica corrige, são necessárias:
[D]a mais pura mirra quinhentos siclos, e de canela aromática a metade, a saber, duzentos e cinqüenta siclos, e de cálamo aromático duzentos e cinqüenta siclos, [e] de cássia quinhentos siclos, segundo o siclo do santuário, e de azeite de oliveiras um him. E disto farás o azeite da santa unção, o perfume composto segundo a obra do perfumista: este será o azeite da santa unção. (Êxodo 30:22-25, ACF).

### O Incenso de Abramélin
Para compor o Incenso de Abramélin:
Toma especiarias aromáticas, estoraque, e onicha, e gálbano; estas especiarias aromáticas e o incenso puro [olíbano], em igual proporção; [e] disto farás incenso, um perfume segundo a arte do perfumista, temperado, puro e santo. (Êxodo 30:34-35, ACF).

## Controvérsia
Paradoxalmente, os mesmos azeite e incenso que Abramélin recomenda para rituais mágicos, caso um indivíduo os utilizasse para qualquer outro fim além do especificado por Moisés (i.e. as cerimônias levíticas), era penalizado com desterro entre os antigos hebreus (vide versículos 33 e 38).